# Đabir
Đabir(mađ. Bodolyabér) je selo u južnoj Mađarskoj. 
Zauzima površinu od 9,09 km četvornih.

## Zemljopisni položaj
Nalazi se podno sjeverozapadnih obronaka gore Mečeka (mađ. Mecsek), na 46°12' sjeverne zemljopisne širine i 18°7' istočne zemljopisne dužine, južno od grada Šaša (mađ. Sásd) i zapadno od grada Komlova.

## Upravna organizacija
Upravno pripada komlovskoj mikroregiji u Baranjskoj županiji. Poštanski broj je 7394.

## Povijest
Današnji Đabir je nastao 1950. upravnim spajanjem sela koja su se zvala Kisbodolya i Egyházasbér (Đabir).

## Promet
Đabir se nalazi na željezničkoj prometnici. U selu je i željeznička postaja.

## Stanovništvo
U Đabiru živi 320 stanovnika (2005.). Mađari su većina. Romi čine 15% stanovništva i imaju manjinsku samoupravu. Blizu 80% stanovnika su rimokatolici, 2,3% je kalvinista, 1% luterana te ostali.